# Kingsize
Kingsize é o terceiro (e último) álbum de estúdio da boy band inglesa Five. O álbum foi lançado no Reino Unido em 27 de agosto de 2001, alcançando o terceiro lugar na UK Albums Chart. O álbum foi lançado posteriormente na Austrália em 2 de dezembro de 2001. O álbum não alcançou as paradas nos Estados Unidos. O álbum foi certificado Ouro no Reino Unido.
Três singles foram lançados de Kingsize, incluindo o 1º lugar no UK Singles Chart - "Let's Dance", já que o álbum viu a saída de Sean Conlon e seu último a ser lançado antes de seu retorno doze anos depois e o último a apresentar J Brown.

## Em segundo plano
Apesar de ter sido lançado apenas três meses antes, Kingsize foi relançado no Reino Unido em 24 de dezembro de 2001, contendo uma faixa adicional, "The Heat", bem como uma seção aprimorada, com videoclipes e clipes de entrevistas. O lançamento japonês de Kingsize apresenta um slipcase adicional, bem como a faixa bônus "1,2,3,4,5", que foi lançada como lado B de "Closer to Me" no Reino Unido. Cópias do álbum compradas nas lojas Woolworths no Reino Unido vieram com um livreto de pôster exclusivo, contendo informações e fatos sobre a banda, bem como um histórico completo das paradas e discografia. O livreto pôster também indicava que um lançamento em VHS foi planejado para ser lançado junto com o álbum, intitulado Kingsize: Behind the Scenes, detalhando a gravação do álbum, apresentando entrevistas com a banda e incluindo os videoclipes do single principal, "Let's Dance", e na época, foi planejado como o segundo single do álbum, "Hear Me Now". No entanto, devido à separação iminente da banda, "Hear Me Now" nunca foi lançado como single, o lançamento em VHS foi cancelado e uma compilação de Greatest Hits foi lançada apenas três meses após o lançamento de Kingsize. A faixa "Set Me Free", que foi gravada durante as sessões do álbum, foi posteriormente lançada como uma faixa original na compilação Greatest Hits da banda.

## Lista de faixas
| N.º            | Título                                     | Compositor(es)                                                                                                   | Produtores          | Duração |  |
| 1.             | "Let's Dance"                              | Richard "Biff" Stannard, Julian Gallagher, Ash Howes, Martin Harrington, Richard Breen, Jason Brown, Sean Conlon | Stannard, Gallagher | 3:37    |  |
| 2.             | "Lay All Your Lovin' on Me"                | Angus Young, Malcolm Young, Brian Johnson                                                                        | Stannard, Gallagher | 3:21    |  |
| 3.             | "Rock the Party"                           | Stannard, Gallagher, Breen, Brown, Conlon, Barry Gibb                                                            | Stannard, Gallagher | 2:57    |  |
| 4.             | "Closer to Me"                             | Stannard, Gallagher, Howes, Harrington, Breen, Brown                                                             | Stannard, Gallagher | 4:28    |  |
| 5.             | "Hear Me Now"                              | Mikkel S. Eriksen, Hallgeir Rustan, Tor Erik Hermansen, Ritchie Neville, Scott Robinson                          | Stargate            | 3:40    |  |
| 6.             | "Let's Get It On"                          | Stannard, Gallagher, Howes, Harrington, Breen, Brown, Conlon                                                     | Stannard, Gallagher | 3:46    |  |
| 7.             | "Feel the Love"                            | Steve Mac, Chris Laws, Robinson, Neville                                                                         | Mac                 | 4:41    |  |
| 8.             | "We're Going All Night (You Make Me High)" | Stannard, Gallagher, Breen, Brown, Conlon                                                                        | Stannard, Gallagher | 3:03    |  |
| 9.             | "Take Your Chances on Me"                  | Stannard, Gallagher, Howes, Harrington, Breen, Brown, Conlon, Ben Chapman                                        | Stannard, Gallagher | 3:01    |  |
| 10.            | "Something in the Air"                     | Stannard, Gallagher, Breen, Brown, Conlon                                                                        | Stannard, Gallagher | 4:10    |  |
| 11.            | "Breakdown"                                | Eriksen, Rustan, Hermansen, Neville, Robinson                                                                    | Stargate            | 3:26    |  |
| 12.            | "On Top of the World"                      | Eriksen, Rustan, Hermansen, Neville, Robinson                                                                    | Stargate            | 3:40    |  |
| 13.            | "C'mon C'mon"                              | Stannard, Gallagher, Howes, Harrington, Breen, Brown, Conlon, Chapman                                            | Stannard, Gallagher | 4:50    |  |
| 25.            | "World of Mine" (faixa escondida)          | Eriksen, Rustan, Hermansen, Neville, Robinson                                                                    | Stargate            | 4:02    |  |
| 26.            | "All Around" (faixa escondida)             | Eliot Kennedy, Tim Woodcock, Neville                                                                             | Steelworks          | 3:58    |  |
| Duração total: | Duração total:                             | Duração total:                                                                                                   | Duração total:      | 56:30   |  |

Notas
- "Lay All Your Lovin 'on Me" contém uma amostra de "Back in Black", interpretada por AC/DC.
- "Rock the Party" contém uma amostra do tema principal de Grease.

## Paradas
| Parada (2001)                        | Posição mais alta |
| ------------------------------------ | ----------------- |
| Australian Albums (ARIA)             | 21                |
| Belgian Albums (Ultratop Flanders)   | 7                 |
| Dutch Albums (MegaCharts)            | 27                |
| European Albums Chart                | 15                |
| German Albums (Media Control Charts) | 59                |
| Hungarian Albums (Mahasz)            | 26                |
| Irish Albums (IRMA)                  | 13                |
| Italian Albums (FIMI)                | 25                |
| Japanese Albums (Oricon)             | 83                |
| New Zealand Albums (RIANZ)           | 16                |
| Scottish Albums (OCC)                | 5                 |
| Swedish Albums (Sverigetopplistan)   | 41                |
| Swiss Albums (Swiss Hitparade)       | 62                |
| UK Albums (OCC)                      | 3                 |